# Магнітоопір
Магнітоо́пір, магнетоо́пір — властивість матеріалу змінювати свій електричний опір у магнітному полі.
Якщо позначити опір матеріалу без магнітного поля {\displaystyle \rho }, а його опір у магнітному полі з магнітною індукцією B позначити {\displaystyle \rho _{H}}, то магнітоопір зручно характеризувати величиною
{\displaystyle {\frac {\Delta \rho }{\rho }}={\frac {\rho _{H}-\rho }{\rho }}}.
Ця відносна зміна опору не залежить від напрямку прикладеного магнітного поля, а, отже, є парною функцією магнітної індукції B. При малому магнітному полі відносна зміна опору залежить від магнітної індукції квадратично, в сильних полях зазвичай виходить на насичення.
Величина магнітоопору для кожного конкретного матеріалу залежить від типу розсіювання носіїв заряду. Вона різна в залежності від того, чи розсіювання відбувається в основному на нейтральних чи на заряджених домішках чи на фононах.

## Фізична природа явища
В однорідному магнітному полі вільні заряджені частинки рухаються по спіралі. Магнітне поле не впливає на складову швидкості вздовж поля, але складова, перпендикулярна до поля змінюється сильно. Як наслідок, електропровідність стає тензорною величиною.
{\displaystyle \mathbf {j} ={\hat {\sigma }}(\mathbf {B} )\mathbf {E} }.
Якщо магнітне поле прикладене перпендикулярно до електричного поля, то струм можна записати у вигляді
{\displaystyle j_{x}=\sigma _{xx}E_{x}+\sigma _{xy}E_{y}}
{\displaystyle j_{y}=\sigma _{yx}E_{x}+\sigma _{yy}E_{y}}.
Якщо вибрати вісь x вздовж зовнішнього поля, то, зазвичай, у магнітному полі виникне також і перпендикулярна складова напруженості електричного поля {\displaystyle E_{y}}, яку можна знайти з умови {\displaystyle j_{y}=0}.
В такому випадку
{\displaystyle {\frac {\Delta \rho }{\rho }}={\frac {\sigma _{0}\sigma _{xx}}{\sigma _{xx}^{2}+\sigma _{yx}^{2}}}-1},
де {\displaystyle \sigma _{0}} — провідність без магнітного поля.

## Напівпровідники
У слабких магнітних полях, коли {\displaystyle \tau \omega _{H}\ll 1}, де {\displaystyle \tau } — час релаксації носіїв заряду, а {\displaystyle \omega _{H}} — циклотронна частота, в напівпровідниках із одним типом носіїв заряду відносну зміну опору в магнітному полі можна оцінити за формулою
{\displaystyle {\frac {\Delta \rho }{\rho }}=\omega _{H}^{2}{\frac {\langle \tau ^{3}\rangle \langle \tau \rangle -\langle \tau ^{2}\rangle ^{2}}{\langle \tau ^{2}\rangle ^{2}}}},
де час релаксації {\displaystyle \tau } усереднюється по енергії. Якщо час релаксації енергії носія заряду не залежить від енергії, то відносна зміна опору в магнітному полі дорівнює нулю. Але для більшості механізнімів розсіювання носіїв заряду така залежність існує.
У сильних магнітних полях
{\displaystyle {\frac {\Delta \rho }{\rho }}=\langle \tau \rangle \langle \tau ^{-1}\rangle -1}
і не залежить від магнітного поля.

## Історія
Магнітоопір відкритий Вільямом Томсоном у 1856 році.